# Friedrich Traugott Wettengel
Friedrich Traugott Wettengel (* 9. Februar 1750 in Asch; † 24. Juni 1824 in Greiz) war ein böhmischer lutherischer Theologe.

## Leben
Der Sohn des reichsadlich-Zedtwitzischen Gerichtsverwalters Johann Adam Wettengel und dessen Frau Johanne Sophie Steidel hatte seine erste Erziehung im Elternhaus erhalten. Nachdem er auf der öffentlichen Schule seiner Vaterstadt den ersten Unterricht erhalten hatte, gelangte er unter der Leitung eines Hauslehrers zu dem Besitz der nötigen wissenschaftlichen Vorkenntnisse, um 1765 in die erste Klasse des Gymnasiums in Hof aufgenommen werden zu können. Dort gab er bei dreimaligen öffentlichen Schulprüfungen die Beweise seines Rednertalents in lateinischer und griechischer Sprache ab. An der Universität Jena widmete er sich 1768 theologischen und philosophischen Studien, die er 1770 an der Universität Erlangen vollendete. Dort gewann Georg Friedrich Seiler (1733–1807) den entscheidenden Einfluss auf seine wissenschaftliche Bildung.
1771 erhielt er in Erlangen die Magisterwürde und war etwas später in einer adligen Familie v. Zedtwitz in Nentschau Hauslehrer. Der Zuspruch, den eine seiner damaligen Predigten gefunden hatte, verschaffte ihm die Gunst eines Obristen v. Falkenstein. Durch ihn empfohlen, ging Wettengel 1775 nach Greiz, wo ihn der Fürst Heinrich XI. von Reuß zum Hofkaplan ernannte. 1780 erhielt er den Charakter eines Hofpredigers und die Direktion des dortigen Waisenhauses übertragen. 1792 war er Superintendent und erster Konsistorialassessor. Eine Reihe von Jahren bewährte sich sein rastlos tätiges Wirken, besonders 1792 durch Errichtung eines Seminars für Prediger und Schullehrer. Als Altgläubiger hatte er 1806 die Gesangbuchreform in Greiz verhindert. Im April 1824 erhielt er, in Anerkennung seiner Verdienste, den Charakter eines Kirchenrats. Aber ein Blutsturz im genannten Jahr beendete sein Leben.

## Familie
Wettengel war zwei Mal verheiratet. Seine erste Ehe schloss er am 15. Februar 1784 in Greiz mit Juliana Barbara Catharina (* 1758; † 28. Februar 1784 in Greiz), die Tochter des Johann Christian von Maunz in Regensburg. Seine zweite Ehe schloss er 1796 mit Christiane Friedericke (* 11. April 1766 in Plauen; † 28. Februar 1848 in Greiz), die Tochter des Steuereinnehmers in Plauen Johann Benjamin Eberhardt. Nach dem Tod des Sohnes Friedrich Wilhelm Traugott Wettengel (* 4. August 1800 in Greiz; † 12. März 1843 ebenda), stiftete seine Witwe 5000 Reichstaler für Arme und Waisenkinder, woraufhin in Greiz die Wettengelstiftung entstand.

## Wirken
Wettengel, der gründliche Kenntnisse in den einzelnen Zweigen des theologischen Wissens und in den älteren Sprachen hatte, erwarb sich in seiner Zeit als beliebter Kanzelredner einen Namen. Hiervon zeugen besonders seine 1779 herausgegebenen Predigten über die Reden Jesu am Kreuz. Mit viel Scharfsinn beantwortete er 1790 die Frage ob die symbolischen Bücher ein Joch für die freie evangelische Kirche wären. 1808 versuchte er, der seinem religiös gestimmten Gemüt widerstrebenden Ansicht zu begegnen, dass christliches Predigtamt und öffentlicher Gottesdienst in unsern Tagen minder notwendig sei als zur Zeit der Reformation. Zudem machte er sich auch als Kirchenlieddichter einen Namen.

## Werke
- Der letzte Tag dieser Welt; in drei Gesängen. Greiz 1779
- Predigten über die Reden Jesu Christi am Kreuz, nebst zwei andern. Erlangen 1779
- Beitrag zur Geschichte des wahren Christentbums, an dem frommen Leben und seligen Sterben der Frau v. Wolframsdorf. Greiz 1760
- Wort der Liebe an den Herrn v. Bahrdt. . . 1780
- Auf den ruhmvollen Tod Leopold's, Prinzen von Braunschweig. Greiz 1785
- Trostgründe bei den Gräbern unserer Geliebten. Greiz 1785, 1791
- Der hohe Werth reiner Familienfreuden; eine Predigt. Greiz 1786
- Anleitung zum weisen und fohen Genusse des Lebens, zunächst für die Jugend, in Gesprächen und Erzählungen. Greiz 1789, 1792
- Sind die symbolischen Bücher ein Joch für die freie evangelisch-lutherische Kirche? Greiz 1790
- Josephs II. Schattenriß, gezeichnet von einem Ausländer. Frankfurt am Main 1790
- Gedichte und Lieder für Leidende. Greiz 1789
- Der hohe Werth eines Tempels, Predigt bei der Einweihung der nach Einäscherung von 1802 wiedererbauten Stadtkirche. Greiz 1805
- Lazarus der Arme. Greiz 1806
- Sind christliches Predigtamt und öffentlicher Gottesdienst in unsern Tagen minder nothwendig, als zur Zeit der Reformation? In Hinsicht auf die Meinung des Herrn Generalsuperintendenten Löfler in Gotha beantwortet u.s.w.. Greiz 1808
- Die Beschränkung der Ehen vor dem Richterstuhl der Religion und Vernunft betrachtet, eine unbefangene Untersuchung. Greiz 1810
- Geliebtes Greitz! Schaue den Ernst und die Güte deines Gottes! Predigt gehalten nach erfolgten Einschlagen des Blitzes in die Stadtkirche. Greiz 1811
- Es ist Friede! Eine Predigt. Greiz 1814
- Sieges und Todesfeier der in den letzten Kriegen gefallenen Krieger. Zwei Predigten. Zwickau 1819
- Aufruf an Christen zur würdigen Feier der Sonn- und Festtage. Zwickau 1819